# پارالمپیک زمستانی ۲۰۲۲ - ما با هم هستیم. ورزش
بازی‌های پارالمپیک  " ما با هم هستیم. ورزش " (روسی: Зимние Игры Паралимпийцев «Мы Вместе. Спорт»، ت. «Zimnie Igry Paralimpiytsev «My Vmeste. Sport»») یک رویداد ورزشی چندکشوری بود که توسط کمیته المپیک روسیه سازماندهی شد. این بازی‌ها از ۱۸ تا ۲۱ مارس ۲۰۲۲ در خانتی-مانسییسک روسیه برگزار شد.
تصمیم به برگزاری این بازی‌ها پس از محرومیت ورزشکاران روسیه و بلاروس از پارالمپیک زمستانی ۲۰۲۲ پکن (که ابتدا قرار بود بدون پرچم کشور خود به رقابت بپردازند اما بعدتر محروم شدند) گرفته شد. این محرومیت در پی حمله روسیه به اوکراین اعمال شد. 

## بازی‌ها

### کشورهای شرکت‌کننده
در نهایت پنج کشور در این دوره از بازی‌ها که به میزبانی روسیه برگزار شد، شرکت کردند.
- ‌ ارمنستان
- ‌ بلاروس[۵]
- تاجیکستان
- ‌ روسیه
- ‌ قزاقستان

### ورزش‌ها
بازی‌های پارالمپیک زمستانی " ما با هم هستیم. ورزش" شامل ۶ ورزش بود.
- اسکی آلپاین
- بیاتلون
- اسکی کراس کانتری
- هاکی روی یخ
- اسنوبورد
- کرلینگ با ویلچر

## جدول مدال
روسیه برنده این دوره بود و مدال‌ها را جارو کرد.
  *   کشور میزبان (روسیه)
| رتبه           | کشور           | طلا | نقره | برنز | مجموع |
| -------------- | -------------- | --- | ---- | ---- | ----- |
| ۱              | روسیه*         | ۳۹  | ۴۰   | ۲۷   | ۱۰۶   |
| ۲              | بلاروس         | ۵   | ۲    | ۹    | ۱۶    |
| ۳              | ارمنستان       | ۱   | ۰    | ۰    | ۱     |
| ۴              | قزاقستان       | ۰   | ۰    | ۱    | ۱     |
| مجموع (۴ کشور) | مجموع (۴ کشور) | ۴۵  | ۴۲   | ۳۷   | ۱۲۴   |